# Дяченко Вадим Євгенович
Дяче́нко Вади́м Євге́нович (нар. 2 червня 1896–1954) — український математик; член-кореспондент Всеукраїнської Академії Наук, професор Київського університету; праці у галузі математичної фізики, фізико-технічних методів обчислювальної математики; створив перші електроінтегратори; організатор лабораторії електромоделювання та обчислювальної математики Київського університету.

## З життєпису
1916 року закінчив Морський корпус, працював у Київському університеті в 1926-1954 роках.
З 1946 року розробляв фізико-технічні методи обчислювальної математики та конструкції обчислювальних приладів.
Під його керівництвом у Києві було розроблено перші електроінтегратори та створено в Київському університеті лабораторію по електромоделюванню та обчислювальній математиці.

## Джерело
- Прес-центр[недоступне посилання з липня 2019]